# ディッキー・チョン
ディッキー・チョン（張 衛健、 Dicky Cheung、1965年2月8日 - ）は香港出身の俳優、歌手。

## プロフィール
1984年、TVB主催の第3回新秀歌唱大会（歌謡大会）で優勝を勝ち取り、芸能生活を開始するが、なかなか売れずにクラブなどで生活費を稼いでいた。
1992年、広東語のアルバム「真真假假」により、トップチャート入りを果たすも、長続きしなかった。1996年の香港ドラマ「西遊記」で孫悟空役を演じたことにより、再度ブレイク。以後、台湾や香港のドラマに出演するようになる。
1990年には林文龍、劉錫明、陳嘉輝とあわせて「TVB太陽の子」と呼ばれていた。
2007年、7年間の交際の末、女優の張茜と北京にて結婚式を挙げた。

## 主な出演作品

### テレビドラマ
- 書剣恩仇録（1987年）
- 西遊記（1996年）
- 江湖小子（1997年）
- 歡喜遊龍（1998年）
- 陳夢吉傳奇（天王狀師）（1999年）
- 刀歌之短刀行（1999年）
- 少年英雄方世玉（1999年）
- 棋武士（1999年）
- 鹿鼎記（小宝與康熙）（2000年）
- 機靈小不懂（機靈小子）（2000年）
- 方謬神探（2000年）
- 新楚留香傳奇－如塵（2001年）
- 敗家子（方謬神探）（2001年）
- 少年張三豐（2002年）
- 齊天大聖孫悟空（2002年）
- 吉祥如意（天下無双）（2003年）
- 聚寶盆（2003年）
- 功夫足球（2003年）- 周星馳（チャウ・シンチー）の映画『功夫足球（邦題：少林サッカー）』のドラマ化
- 伙頭智多星（2004年）
- 天下第一（2004年）
- プライド 小魚児与花無缺（原作：絶代双驕）（2004年） ※小魚児役
- 阿有正傳（2005年）
- A計画（2007年）
- 黃飛鴻（2008年）
- 震撼世界的7日（2008年）- 2008年に発生した四川大地震のドキュメンタリー的作品。
- 大帥哥（2018年）

### 映画
- 黒豹天下/ブラックパンサー（1993年）

## 音楽作品

### 北京語アルバム
- 1995年
  - 夢中情人
- 1996年
  - 這個冬天會很熱
  - 96火熱動感天天快樂（合集）
  - 天知道
- 1997年
  - 偶像雙響炮之一炮而紅（2CDベストアルバム）
  - 西遊記（CD-plus）
- 1998年
  - 眼淚說
  - I don't wanna say goodbye
- 1999年
  - The Dicky's Collection ディッキー・チョンのベストアルバム
- 2000年
  - 我(不:)是張衛健
- 2002年
  - 2002健情歌（齊天大聖孫悟空）
- 2006年
  - 張衛健的主題曲

### 広東語アルバム
- 1992年
  - 真真假假
  - 哎呀哎呀親親你
- 1993年
  - 出位
- 1994年
  - 哎呀哎呀親親你精選
  - 健歌推介
  - 180。 C
- 1997年
  - Yo! 張衛健之西遊記（EP）
- 2000年
  - 我(不:)是張衛健
- 2001年
  - 機靈反斗小王子
  - 華納張衛健2001精選輯
- 2002年
  - 齊天大聖孫悟空

## 関連人物
- 于正昌-張衛健自ら指定した台灣の声優。彼がほとんど声をあてている。
- 張茜-妻。